# Potamites ecpleopus
Espèce
Synonymes
- Neusticurus ecpleopus Cope, 1875
- Neusticurus tuberculatus Shreve, 1935

Potamites ecpleopus est une espèce de sauriens de la famille des Gymnophthalmidae.

## Répartition
Cette espèce se rencontre en Colombie, en Équateur, au Pérou, en Bolivie et au Brésil.

## Publication originale
- Cope, 1875 : Report on the Reptiles brought by Professor James Orton from the middle and upper Amazon and western Peru. Journal of the Academy of Natural Sciences of Philadelphia, sér. 2, vol. 8, p. 159-183 (texte intégral).